# 断尾
断尾（だんび）とは、動物の尻尾をヒトの手によって全部または一部切断する行為である。動物の種類や飼育環境によって、ナイフなど鋭利な刃物を用いた切断、ガスや電気によって加熱したコテなどの器具を用いた炙り、ゴムリングなどで尻尾を締めつけて壊死させる結紮、といった方法により行われる。

## 豚

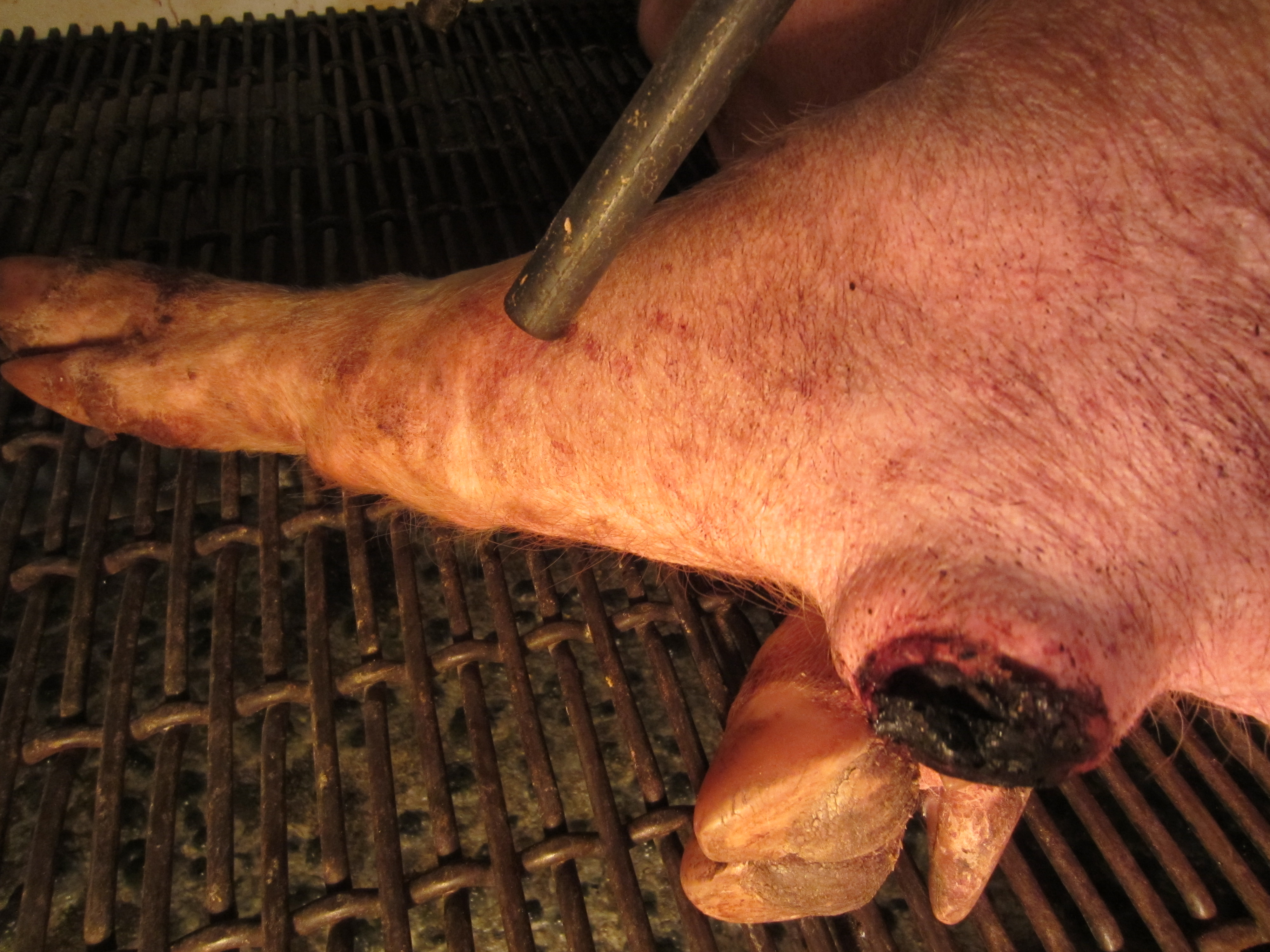
米国アイオワ州の養豚処理業者によって行われた子豚の断尾（2011年撮影）。
----
麻酔をせずに断尾された子豚は、激しい痛みを感じ、多大なトラウマを抱えることとなる。

豚の断尾は通常、生後2–4日の時点で麻酔なしで行われる。豚の尻尾には先端まで末梢神経が伸びているため、尻尾を切断された子豚は激しい痛みを感じ、多大なトラウマを抱える。
家畜の豚の多くは、狭い空間で高密度多頭飼育されている（集約畜産）。そのような飼育環境で多大なストレスを抱えた豚は、豚ストレス症候群 (PSS) （人間でいうPTSDに相当）を発症し、別の豚の尻尾をかじるなど神経症による問題行動を起こすことがある。この「尾かじり」を防ぐために行われているのが断尾である。ただし、適切なスペースを確保し、一定量の水と藁を提供するなど、適切な環境が保たれている場合には、豚は他の豚の尻尾をかじることはないと報告されている。
なお、ブラジルやタイ、リトアニア、スウェーデン、フィンランド、アイスランドなどでは、動物福祉（アニマル・ウェルフェア）上の理由から豚の断尾は一切行われていない。また、EU諸国やカナダにおいては、麻酔なしで断尾を日常的に行うことは違法とされている。フランスでは、日常的に豚の尻尾を切断していた養豚業者に対して、動物虐待の罪で有罪判決が下された事例もある。
しかし、米国や日本では、麻酔なしの断尾という慣行がいまだに広く残っている。日本養豚協会の調査（2016年）によれば、日本では、実に91.3%の農家が麻酔を使わずに断尾している。

## 羊

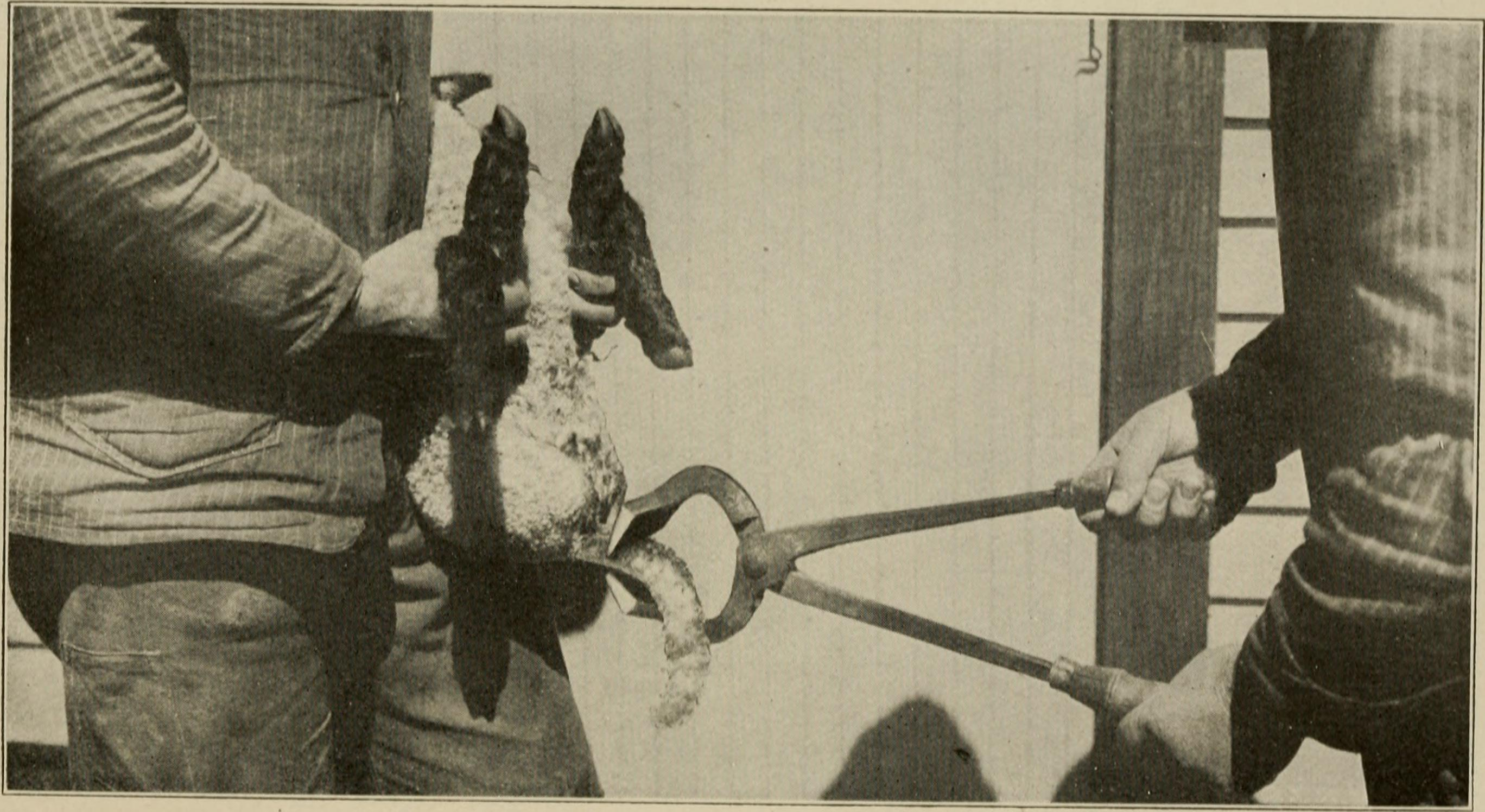
断尾される子羊（1920年撮影）

現在、多くの品種の羊が断尾されているが、これは糞が尻尾に付着することでハエが集るのを防ぐためとされる。なお、同じ理由から、尻の皮膚を切り取られたり皮を剥がれたりすることもある（ミュールシング）。
断尾は、正しく行われないと、成長障害や肛門脱などの問題を引き起こす可能性がある。尻尾を切断された子羊は、血漿コルチゾール濃度の上昇に見舞われたり、立ったり歩いたりするときに異常な姿勢を示すことも報告されている。
|  |  |

## 犬

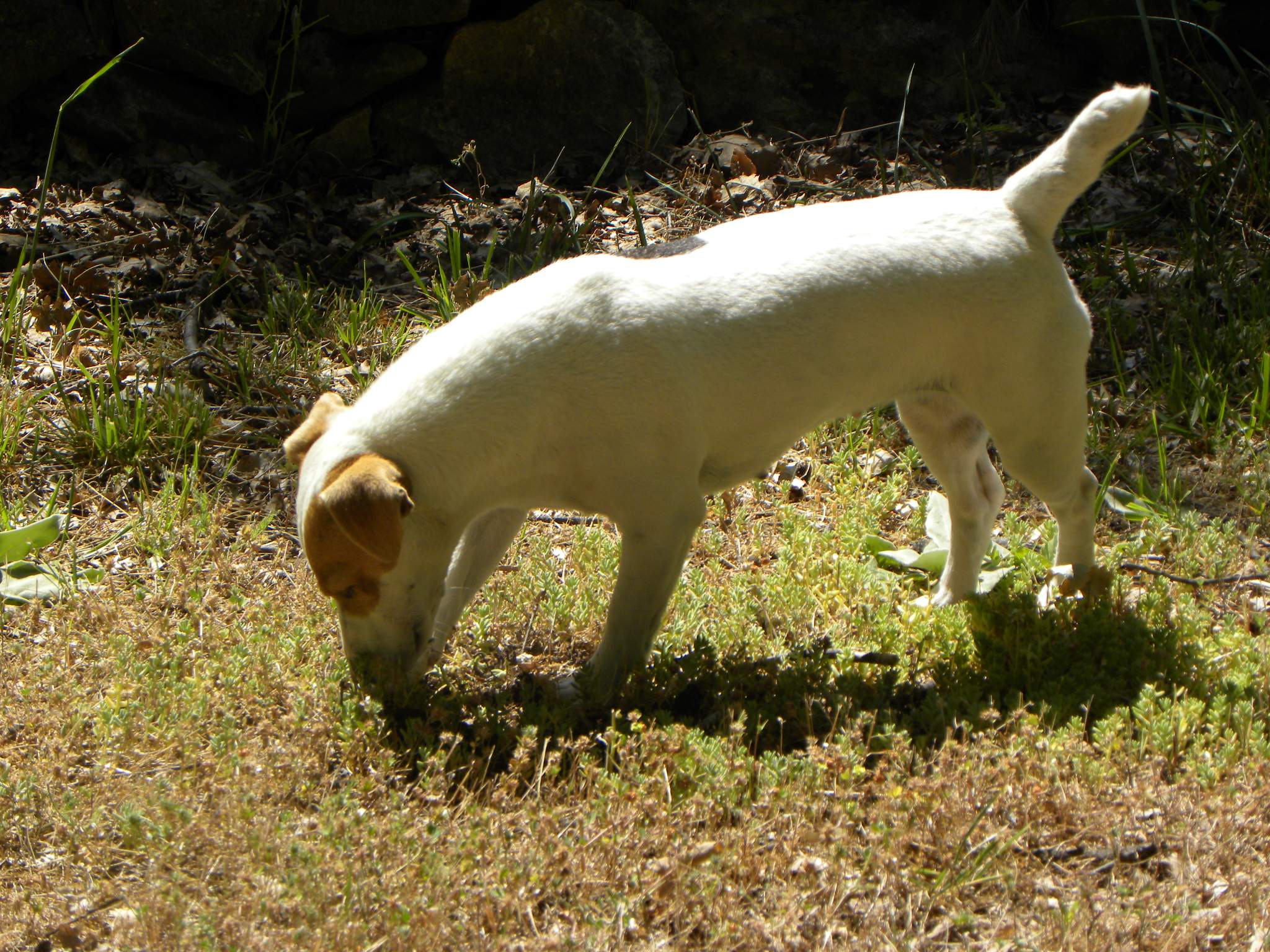
一部の尻尾を切断され、使役（トリュフ探し）に利用されている犬

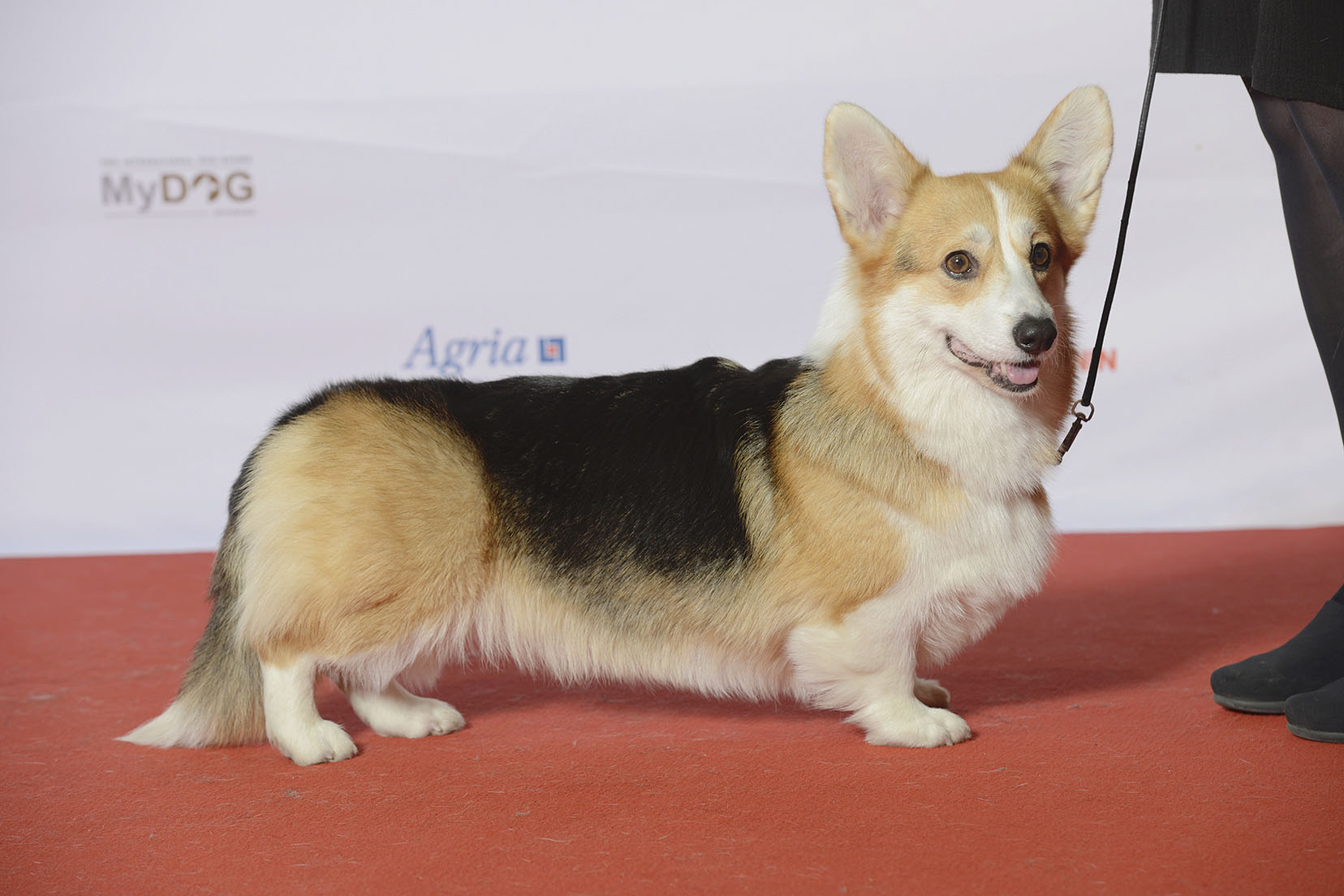
断尾されていないウェルシュ・コーギー・ペンブローク
----
コーギーは本来、この写真のように長い尻尾を持つ犬種であるが、ケネルクラブが正統な犬種の尻尾の長さを定めていることもあり、長らく慣行としてコーギーに対する断尾が行われ続けてきた（例えばジャパンケネルクラブはコーギーの尻尾を「2インチ（5.1cm）まで」と定めている）。
しかし近年では「できるだけ動物に苦痛を与えるべきでない」という動物福祉（アニマル・ウェルフェア）の考えが主流となってきており、多くの国で断尾は犯罪（動物虐待）とみなされ、違法とされている。

犬の断尾は通常、生後14日未満の子犬に対して、麻酔なしで行われている。子犬の断尾について、かつては「生後まもないうちは痛みを感じにくい」とされてきたが、実際は「痛みを感じていないのではなく表現しにくいだけ」と考えられている。
断尾の最も一般的な理由は「使役犬の怪我を防ぐため」とされる。例えば猟犬の場合、「草むらに入るとき尻尾に切り傷を負ってしまうことを防ぐ」などという名目で、断尾が施される。また、牧畜犬の場合には、「牛や羊に尻尾を踏まれてしまうリスクを減らす」などという名目で行われる。他方で、愛玩犬（ペット）については断尾を行う合理的理由はないものの、「尻尾が短いとお尻がかわいく見える」など見た目の理由から断尾が行われることも多い。
しかし、米国最大の獣医師団体である米国獣医学協会は、「使役犬の断尾の正当化には十分な科学的根拠がない。犬の尾部損傷に関する大多数の研究によれば、尾の損傷が起こる確率は〔わずか〕0.23%である」として、使役犬に対する断尾行為を批判している。米国獣医学協会以外にも、米国動物病院協会やカナダ獣医学協会など様々な団体が断尾行為を非難している。また、これら団体は、ケネルクラブが正統な犬種の基準として尻尾の長さを定めていること（右画像も参照）についても非難している。なお、ケネルクラブのなかにはドイツ・ケネルクラブ (VDH) やスイス犬学クラブ (SKG) のように、断尾された犬の展示を禁止するところもある。
そのほか、断尾は犬のコミュニケーションに問題をきたすという指摘もある。犬は社会的動物であり、尻尾を使って他の犬とコミュニケーションをとる。研究では、尻尾のない犬はコミュニケーション上の大きなハンディキャップを負っていることが明らかとなっている。別の研究では、尻尾の動きによって合図を伝えるには、短い尻尾よりも長い尻尾のほうが効果的であることが発見されている。さらに、ヴィクトリア大学のトム・ライムヘンは、社会的な合図を他の犬にうまく伝えることができないまま成長した犬は、より反社会的になり、その結果、より攻撃的になる可能性があると推論している。
コミュニケーションのほかに、健康問題も指摘されている。断尾された犬は尻尾の欠損を補うためにより懸命に体を動かす必要があり、その結果、関節などに余分なストレスが蓄積し、長期的にはそれが健康被害をもたらす可能性があるとされている。
断尾は動物虐待とみなされることも多い。また、多くの国では断尾は犯罪とされ、違法化されている。さらに、なかには犬を猟犬や牧畜犬など使役犬に用いることも禁止する国もある。
アイスランド、アイルランド、イギリス（後述）、イタリア、ヴァージン諸島、エストニア、オーストラリア、オーストリア、オランダ、キプロス、ギリシア、クロアチア、コロンビア、スイス、スウェーデン、スロヴァキア、スロヴェニア、チリ、トルコ、ニュージーランド、ノルウェー、フィンランド、ベルギー、ポーランド、ラトヴィア、リトアニア、ルクセンブルクでは犬の断尾は違法とされ、イスラエル、スペイン、ドイツ、ブラジルでも一部の例外を除いて違法とされている。他方で、アフガニスタン、アメリカ合衆国、インドネシア、エジプト、クウェート、コスタリカ、スリランカ、タイ、チュニジア、日本、ネパール、フィリピン、ペルー、ボリビア、マレーシア、メキシコ、モーリシャス、レバノンでは一切の制限がない。

### イギリスにおける犬の断尾
18世紀のイギリスでは、尻尾のある犬に対して税金が課されるようになってから、断尾が慣例化した。
1991年に獣医外科医法が改正されると、1993年7月1日以降は断尾は獣医師のみが行えることとされ、一般人による断尾が禁止された。1992年、王立獣医外科学会は、断尾は「治療上または予防上の理由がない限り」倫理に反する行為であるとの見解を示した。現在、断尾を行っている獣医師は懲戒処分を受けたり獣医師登録を抹消される可能性がある。断尾は、イングランドとウェールズでは動物福祉法によって、スコットランドでは動物健康福祉法によって禁止されており、違法な断尾行為により有罪となった場合は、最高2万ポンド（約370万円）の罰金か最長51週間の禁固刑、またはその両方が科される。

### その他ヨーロッパにおける犬の断尾
1987年に欧州評議会によって制定された愛玩動物の保護に関する欧州条約では、医療以外の理由による断尾は禁止されている。

## 馬
歴史的には、馬の断尾は実用的な目的から行われることがほとんどであった。例えば、大きな荷物の運搬に使役される輓馬の場合、尻尾が牽引ロープや農機具などに絡まるのを防ぐために断尾が行われることもあった。しかし現代では、馬に断尾は不要であると考えられており、アイルランド、イギリス、ノルウェー、オーストラリアの一部、アメリカ合衆国の11の州では馬の断尾が禁止されている。しかし、そのほかの地域では現在でも断尾が行われている場所がある。
馬の断尾に関しては、馬に苦痛や不快感を与えると指摘され、また尻尾を使ってハエを叩くことができなくなるという問題もある。
|  |  |

## 牛
かつては、乳牛に対して断尾を施すことで「牛の体や乳房、乳頭が汚れにくくなり、その結果体細胞 (SCC) が減少し乳房炎になりにくくなる」と考えられており、断尾が広く行われていた時代もあった。しかし、現在では、この説は否定されている。調査によれば、断尾の有無と体細胞数、乳房炎の頻度、牛の清潔度のあいだに有意な効果は認められず、断尾は乳の質に影響を及ぼさないことが明らかとなっている。それどころか、断尾によって牛は尻尾を使ってハエやアブ、蚊などの害虫を追い払うことができなくなり、心理的ストレスを抱えることにより摂食や休息行動時間が短縮するという問題も発生する。そのため、畜産技術協会は、牛の断尾は「害虫を追い払うことができなくなり、牛がストレスを感じることから、実施しないことが望ましい」との指針を示している。また、「糞尿を撒き散らかさなくなる」など衛生上の理由から断尾を行う事例も見られる。しかし、畜産技術協会は、「牛床の改善や糞尿の適切な処理により飼養環境の改善を図ることが重要」としており、尻尾の衛生に関しては、断尾ではなく尾房のトリミングと洗浄が効果的であるとして、これを推奨している。それでもなお、牛に対して断尾を行っている農家はいまだ存在する。信州大学の竹田謙一准教授らは、そのような農家を調査した上で、いずれの農家も麻酔を用いずに乳牛に対して断尾を行っていることから、「断尾農家の乳牛に対する倫理的配慮は低い」と推察している。また、「断尾農家の多くは明確な根拠もなく断尾を実施している」ことも指摘している。
断尾された牛は、切断時だけでなく切断後もずっと痛みやストレスに悩まされる。さらに、切断部の感覚器官が過敏になり、神経線維が異常に増殖し、暑さや寒さに対して過敏になり、クロストリジウム感染症を発症しやすくなる、といった問題もある。動物福祉（アニマル・ウェルフェア）の観点から牛の断尾が問題であることは証明されており、米国獣医学協会およびカナダ獣医学協会は、牛に対する断尾に反対している。また、イギリス、オランダ、スウェーデン、デンマーク、アメリカ合衆国の一部の州、オーストラリアの一部の州では酪農業における断尾が禁止されている。また、カナダでも、医学的に必要でない場合には断尾を行ってはならないとされている。他方で、日本では断尾に関する規制はなく、全国で飼育されている乳牛約137万頭のうち約10万頭（約7.5%）が断尾されている（2014年調査）。